# قطعنامه ۱۹۰ شورای امنیت
قطعنامه ۱۹۰ شورای امنیت سازمان ملل متحد که در تاریخ ۰۹ ژوئن ۱۹۶۴ تصویب شد، سندی بین‌المللی دربارهٔ سؤال در رابطه با به سیاست های دولت جمهوری آپارتاید آفریقای جنوبی است. این قطعنامه طی نشست ۱۱۲۸ام با ۷ موافق، ۰ مخالف و ۴ ممتنع تصویب شد.